# Jan XII (patriarcha Konstantynopola)
Jan XII, gr.  Ιωάννης ΙΒ΄, Joannes XII (ur. ok. 1235, zm. ok. 1315) – patriarcha Konstantynopola od 1 stycznia 1294 do 21 czerwca 1303.

## Życiorys
Jan pochodził z Sozopola. Zastąpił na stanowisku patriarchy Konstantynopola Atanazego I, który wskutek reformy dyscypliny kościelnej i finansów klasztornych, pozbawiającej klasztory dużej części ich dochodów, spowodował wystąpienie przeciw sobie opozycji duchowieństwa.
Na początku patriarchatu, Jan XII sprzeciwił się planom cesarza Andronikowi II rzucenia klątwy na każdego kto spiskowałby przeciwko tronowi, przeciwstawając się próbie użycia środków duchowych Kościoła do ochrony rządzącej  dynastii Paleologów. W okresie swoich rządów Jan zwalczał symonię i zakazał praktyki kupowania wyborców dla zdobycia urzędu biskupa. W 1299 roku zaprotestował przeciwko projektowi małżeństwa 5-letniej córki cesarza, Symonidy Paleologiny ze Stefanem Milutinem, królem Serbii.
W lipcu 1302 Jan XII zagroził cesarzowi dymisją i Andronik poszukał pretekstu, by przyzwać z powrotem Atanazego. Atanazy przepowiedział, że poważna klęska spadnie wkrótce na imperium, jeżeli jego mieszkańcy nie nawrócą się i nie będą żyli zgodnie z przykazaniami Kościoła. 15 stycznia 1303 r. Konstantynopol nawiedziło silne trzęsienie ziemi, co przez lud stolicy zostało odczytane jako spełnienie się proroctwa i przyniosło niezwykłą popularność byłemu patriarsze. W tej sytuacji, w czerwcu tego roku, Jan XII zrzekł się urzędu patriarchy.
Po złożeniu urzędu Jan powrócił do Sozopola. Wzięty do niewoli przez Bułgarów, posłował później jako przedstawiciel cara bułgarskiego starającego się o zawarcie pokoju z cesarzem bizantyńskim.